# 김현홍
김현홍(1956년 2월 13일~)은 전 OB 베어스 소속 야구선수다. 선린인터넷고등학교를 졸업했다.

## 선수 생활

### 1982년
12경기에 주로 불펜으로 등판했으며 3.03의 평균자책점을 기록했다.

### 1983년
선발, 계투, 마무리 등을 가리지 않고 등판했으며, 완봉승 1번을 포함해 2승 1패 1세이브 4.15의 평균자책점을 기록했다.

### 1984년
1군 출장 없이 은퇴했다.

## 이후
두산 베어스와 LG 트윈스에서 육성팀과 스카우트팀을 맡았다.

## 같이 보기
- 1982년 OB 베어스 시즌